# 陸前赤井站
陸前赤井站（日语：／ Rikuzen-akai eki */?）是一位於日本宮城縣東松島市，隸屬於東日本旅客鐵道（JR東日本）的鐵路車站。
2011年因發生了311地震後，部份仙石線路段及車站受到了破壞，由本站開出的上行列車，在全線復駛前均以矢本站或陸前小野站為終點，全線已於2015年5月30日起重新開通，同日起所有快速列車改經新開通的仙石東北線前往仙台站。

## 車站結構
現時使用中的為第2代站舍，為單層鐵架及鋼版所建成，外牆採用模仿木材的塗裝，2012年2月4日正式使用，取代因地震及被海水所浸壞的第一代木站舍，兩代站舍均設於站務員室及候車室，並設有自動售票機及對應Suica咭的感應器。車站現時由矢本站所管理，並由JR東日本子公司「JR東日本東北綜合服務」的職員負責站務事宜。
而當第2代站舍啟用前，則以臨時撘建的站舍替代。
設有島式月台1座，可提供1面2線的配置，有效長度為4輛。其中2號月台為主線、1號月台為避線。現時約半數的上、下行快速列車均在本站進行交換。

### 月台配置
| 月台 | 路線                        | 方向 | 目的地                     |
| ---- | --------------------------- | ---- | -------------------------- |
| 1・2 | ■仙石線                     | 上行 | 松島海岸、仙台、青葉通方向 |
| 1・2 | ■仙石東北線                 | 上行 | 高城町、鹽釜、仙台方向     |
| 1・2 | ■仙石線 （包括■仙石東北線） | 下行 | 石卷方向                   |

## 使用情況
| 年度 | 1日平均乗車人數                 |
| ---- | ------------------------------- |
| 2000 | 951                             |
| 2001 | 903                             |
| 2002 | 859                             |
| 2003 | 818                             |
| 2004 | 796                             |
| 2005 | 771                             |
| 2006 | 781                             |
| 2007 | 740                             |
| 2008 | 726                             |
| 2009 | 695                             |
| 2010 | 683                             |
| 2011 | 因受311大地震所影響，不作統計。 |
| 2012 | 336                             |
| 2013 | 354                             |

## 歷史
- 1928年11月22日：開業。
- 1944年5月1日：路線國有化，轉由日本國鐵營運。
- 1987年4月1日：日本國鐵分割民營化，車站的營運由JR東日本繼承。
- 2003年10月26日：引入Suica感應器。
- 2011年：
  - 3月11日：東北地方太平洋沖地震，全線停駛。
  - 7月16日：因應矢本～石巻間重新復運而復業，但改為無人站，採用臨時站房。
- 2012年：
  - 2月4日：新站房啟用，由無人站改為業務委託站（地震前為直營站，原安排2011年4月1日轉為委託站）。
- 2015年5月30日：仙石線全線復通，同時仙石東北線開通，快速列車改經仙石線及東北本線間的接駁路軌前往仙台站[5]。

## 相鄰車站
東日本旅客鐵道
■仙石線（包括■■仙石東北線）
□特別快速
通過
■快速（紅快速）、■快速（綠快速）
矢本－陸前赤井－蛇田
■普通
東矢本－陸前赤井－石卷步野

## 其他
現時JR東日本於磐越東線同樣設有赤井站，開業時間比本站為早，但早於宮城電氣鐵道營運的時代，本站已採用附有舊令制國「陸前」的名稱。

## 外部連結
- JR東日本陸前赤井站官方網頁 （页面存档备份，存于）（日語）